# Stargate (pel·lícula)
Stargate és una pel·lícula de ciència-ficció de 1994 de l'univers Stargate, dirigida per Roland Emmerich i escrita per ell mateix juntament amb Dean Devlin, amb banda sonora de David Arnold. Ha estat doblada al català.
La pel·lícula tracta del descobriment a Egipte d'un aparell per a transport interestel·lar, l'Stargate o "porta estel·lar", que condueix un equip de militars nord-americans a un planeta en què troben una civilització d'humans, amb la cultura dels antics egipcis, que adoren el déu Ra.
És l'origen de les sèries Stargate SG-1, Stargate Atlantis, Stargate Universe i dues pel·lícules més, per a edició directa en DVD, de títol Stargate: The Ark of Truth i Stargate: Continuum.

## Repartiment
| Papel                          | Actor           |
| ------------------------------ | --------------- |
| Coronel Jonathan 'Jack' O'Neil | Kurt Russell    |
| Dr. Daniel Jackson             | James Spader    |
| Dra. Catherine Lanford         | Viveca Lindfors |
| Skaara                         | Alexis Cruz     |
| Shau'ri                        | Mili Avital     |
| Ra                             | Jaye Davidson   |
| Kasuf                          | Erick Avari     |
| Teniente Adam Kawalsky         | John Diehl      |
| Teniente Louis Feretti         | French Stewart  |
| Guardia Chacal                 | Carlos Lauchu   |
| Horus                          | Djimon Hounsou  |
| General West                   | Leon Rippy      |
| Gary Meyers                    | Richard Kind    |
| Barbara Shore                  | Rae Allen       |

## Curiositats
- Va ser el primer film a tenir una pàgina web, en la qual apareixien fotografies, tràilers i un breu darrere de les càmeres.
- Aquests són els jeroglífics a les lloses de protecció que cobrien l'Stargate, la traducció dels quals va haver de corregir-Daniel Jackson per considerar-la basada en l'obra d'Ernest Wallis Budge:

| D21 · N35 · Q3 | M4 | X1 · Z1 · Z1 · Z1 | I8 · V20 | D21 · N29 | D58 | V28 | G43 | W15 | N1 · N25 | Q3 | G43 | D21 · D36 | C1 | G17 | M17 | X1 · N35 | N8 |

temps a un milió d'anys dins del cel està Ra, déu del sol
| G17 | Aa1 | G17 | X1 | S20 | O32 | N35 · I9 | N29 · D21 | S29 | T19 | A24 | Q6 · A55 | I9 · N35 | I10 · X1 | N16 · D21 | G21 | V28 | V28 | N5 · N23 |

sellat + enterrat taüt per l'eternitat per sempre
| S29 | N14 | D58 | O32 | N35 · Z2 | S29 | D58 | G1 | N14 · N5 | Z2 · I9 |

porta cap al cel stargate (porta estel·lar)

## Continuació
Encara que StarGate marca l'inici de la saga de Stargate, en realitat pretenia ser la primera d'una trilogia de pel·lícules amb un rumb en la trama diferent del que seguiria la sèrie. Finalment no es va poder dur a terme per un altre projecte que tenien Devlin i Emmerich; la pel·lícula Independence Day.
Malgrat això, el 2006, el mateix Devlin anuncia que li agradaria tornar al projecte i que els actors originals (Russell i Spader) s'hi han mostrat interessats.